# Tuberculobasis cardinalis
Tuberculobasis cardinalis – gatunek ważki z rodziny łątkowatych (Coenagrionidae).